# Cristina de Hvide
Cristina Stigsdatter Hvide (Langebæk, c. 1145  – c. 1200) foi uma nobre dinarmarquesa e rainha consorte da Suécia por ser esposa de Carlos VII. Filha de Stig Tokesen, também chamado de Hvitaled, e de Margarida de Dinamarca. Seu pai era um importante nobre da região de Escânia, e sua mãe era filha de Canuto Lavardo e irmã do rei Valdemar I de Dinamarca.
Em torno de 1164, casou-se com o Rei sueco Carlos VII. Não é conhecida a sua data de falecimento.